# Брюсов переулок
Брю́сов переу́лок (в 1962—1993 годах — у́лица Нежда́новой, ранее — Брю́совский) — переулок в Центральном административном округе города Москвы. Проходит от Большой Никитской улицы до Тверской улицы, лежит между Вознесенским переулком и Газетным переулком параллельно им. Нумерация домов ведётся от Большой Никитской.

## Происхождение названия
Название XVIII века, дано по фамилии домовладельцев — сподвижника Петра I, генерал-фельдмаршала и талантливого учёного Я. В. Брюса и его племянника графа А. Р. Брюса.

## История
В 30-е годы XVIII века владельцем усадьбы и дома на углу Большой Никитской и переулка, называвшегося Воскресенским и Вражским по церкви Воскресения на Успенском Вражке (то есть у оврага) (построена в 1629 году), стал граф А. Р. Брюс — племянник и наследник Я. В. Брюса. Усадьба находилась во владении Брюсов почти сто лет, и за это время за переулком закрепилось название Брюсов.
В 1962 году был переименован в улицу Неждановой, в честь педагога оперного искусства и солистки Большого Театра народной артистки СССР А. В. Неждановой (1873—1950), жившей в доме № 7. В 1993 году переулку возвращено его прежнее название, в 1994 году возвращение утверждено повторно.
Помимо А. В. Неждановой в переулке жили другие известные артисты: Н. С. Голованов, М. О. Рейзен, И. С. Козловский, М. П. Максакова, А. С. Пирогов, Н. С. Ханаев, Н. А. Обухова, Е. К. Катульская, А. Ш. Мелик-Пашаев, В. И. Качалов, И. М. Москвин, Л. М. Леонидов, В. Э. Мейерхольд, И. Н. Берсенев, С. В. Гиацинтова, В. Д. Тихомиров, А. П. Кторов и В. Н. Попова, балерины Е. В. Гельцер, В. В. Кригер, М. Т. Семёнова. В память многих из них на домах, в которых они жили, установлены мемориальные доски.

## Примечательные здания и сооружения

### По нечётной стороне

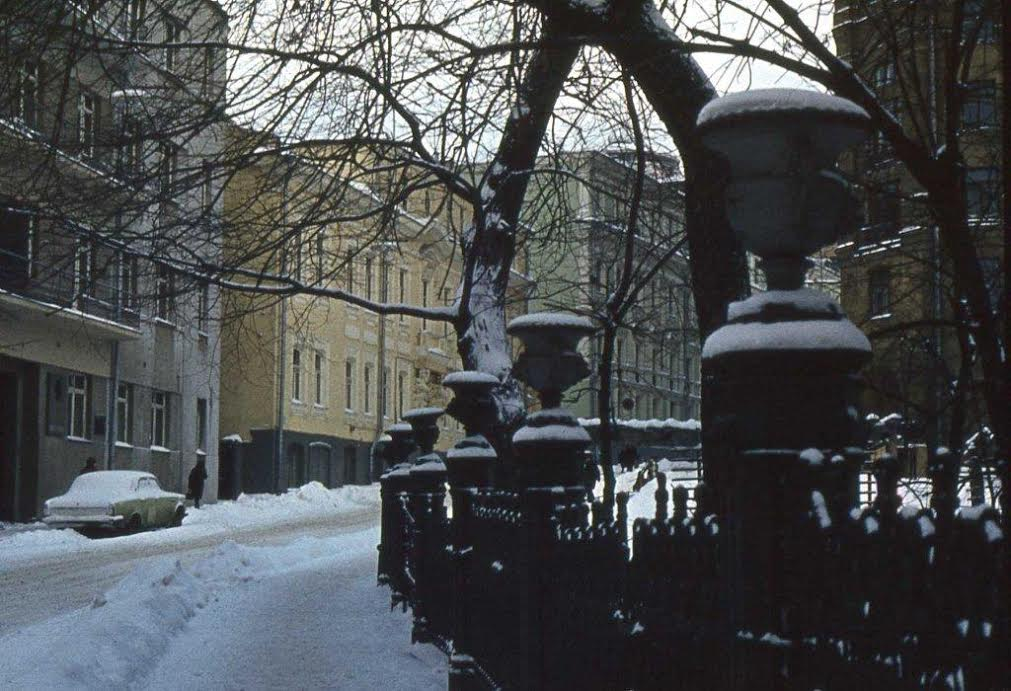
Чугунный забор, обрамлявший сквер напротив домов № 17 и № 8 (снесён в 1985—1989 годах), на заднем плане виден дом № 19, снесённый в 2003 году. Фотография, зима 1983-го.

- № 1/16,  ЦГФО — доходный дом М. Г. Коровина (1906—1910, архитектор И. Г. Кондратенко; 1940)[2].
- № 1а — палаты Г. Арасланова, XVII век[1].
- № 3/6 — городская усадьба А. П. Сумарокова — П. А. Голицына (XVIII—XIX века)[2].
- № 5 — Англиканская церковь Св. Андрея.
- № 7, стр. 1,  памятник архитектуры (региональный) — жилой дом артистов Большого театра (1933—1935, архитектор А. В. Щусев)[2]. В доме жили певицы А. В. Нежданова, М. П. Максакова (мемориальная доска, 1980, скульптор А. Пекарев, архитектор Б. Тхор), Н. А. Обухова, Е. К. Катульская, И. И. Масленникова, певцы М. О. Рейзен, И. С. Козловский, И. Д. Жадан, А. С. Пирогов, П. М. Норцов, Н. С. Ханаев, балерина О. В. Лепешинская, танцовщик и балетмейстер В. Д. Тихомиров (или № 12?[уточнить], 1928—1956, мемориальная доска), арфистка К. А. Эрдели[3], композитор С. Н. Василенко, скульптор И. Д. Шадр, художник Ф. Ф. Федоровский (мемориальная доска, 1957, скульптор М. Е. Ярославская)[4], актрисы МХАТ Е. Н. Ханаева[5] и М. В. Юрьева[6], дирижёры Н. С. Голованов (мемориальная доска, 1961, скульптор И. Л. Дубинский), А. Ш. Мелик-Пашаев[7], режиссёр Б. А. Покровский.

В кв. № 10 находится Музей-квартира Николая Голованова (филиал ГЦММК им. М. И. Глинки).
- № 11, стр. 1 — административное здание Государственного комитета Совета Министров СССР по науке и технике (1979, архитекторы Ю. Н. Шевердяев, А. Арапов, М. Гороховский)[2].
- № 15/2, стр. 2 — дом причта Храма Воскресения Словущего на Успенском Вражке[2].
- № 15/2, стр. 3,  памятник архитектуры (федеральный) — Храм Воскресения Словущего на Успенском Вражке. Деревянный храм стоял на берегу проходившего здесь глубокого Успенского оврага (вражка), по дну которого протекал одноименный ручей (правый приток реки Неглинной) с 1548 года. Каменное здание возведено в 1629—1634 (?) годах. Церковь ремонтировалась в 1688 году на средства Поместного приказа. Современный вид здание приобрело после реконструкции 1879 года. Эклектичные иконостасы в интерьере и настенная живопись относятся ко второй половине XIX века. Росписи XIX века дополнялись в 1940-е годы (художник Ф. П. Нестеров). В 1982—1986 годах проведены реставрационные работы. В храме находятся святыни: икона Богоматери «Взыскание погибших» и образ Святого Спиридона, епископа Тримифунтского. В советское время храм не закрывался, его прихожанами были многие выдающиеся русские артисты.
- № 15/2, стр. 4 — крестильня Храма Воскресения Словущего на Успенском Вражке[2].
- № 17 — жилой дом артистов МХАТ (1928, архитектор А. В. Щусев). Здесь жили: актёр В. И. Качалов[9] и его жена, актриса и режиссёр Н. Н. Литовцева[10], актёр Л. М. Леонидов[9], актёр И. М. Москвин[9] и его жена актриса Л. В. Гельцер, артисты балета Е. В. Гельцер (мемориальная доска, 1964, скульптор А. В. Пекарев, архитектор Г. П. Луцкий)[11], А. Б. Годунов[12], И. М. Лиепа. В доме живёт художник Никас Сафронов[13].

22 августа 2015 года на фасаде дома были установлены мемориальные таблички «Последний адрес» химика Бориса Яковлевича Патушинского, философа Густава Густавовича Шпета и инженера Осипа Григорьевича Этина.
- № 19 — на этом месте стояло одноэтажное строение постройки 1863 года, перестроенное в 1881 году по проекту архитектора М. К. Геппенера. В доме находился склад для магазина «колониальных товаров» А. В. Андреева, он же был владельцем гостиницы «Дрезден (гостиница в Москве)». На близкой родственнице Андреева был женат поэт Константин Бальмонт. Здание было поставлено на государственную охрану в 1997 году, снято с неё и снесено в 2003 году. На его месте построен многоэтажный жилой дом с подземным гаражом (2007, архитекторы А. Бавыкин, М. Марек, Г. Гурьянов)[15][16].
- № 21 — Дом Гудовичей[эсп.], сохранившаяся часть здания, выходившего углом на Тверскую улицу. В начале XIX века дом принадлежал братьям графам Андрею и Кириллу Гудовичам. В 1847—1849 годах здесь жил драматург А. В. Сухово-Кобылин. В 1898 году дом был заново отделан по фасаду архитектором С. К. Родионовым. В советское время при реконструкции улицы Горького часть большого дома Гудовичей была передвинута внутрь квартала.

### По чётной стороне

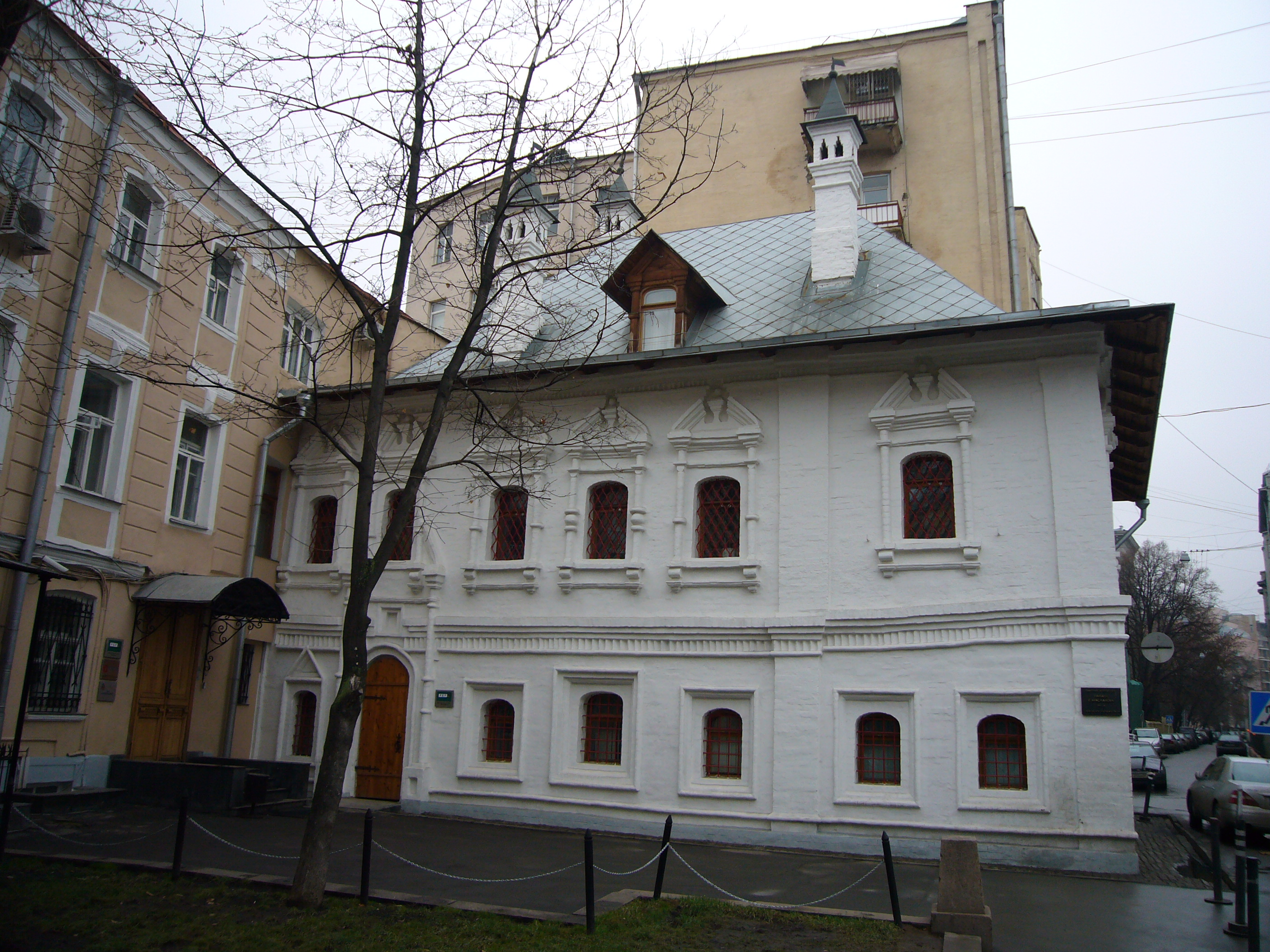
№ 1а, палаты Г. Арасланова (XVII век)

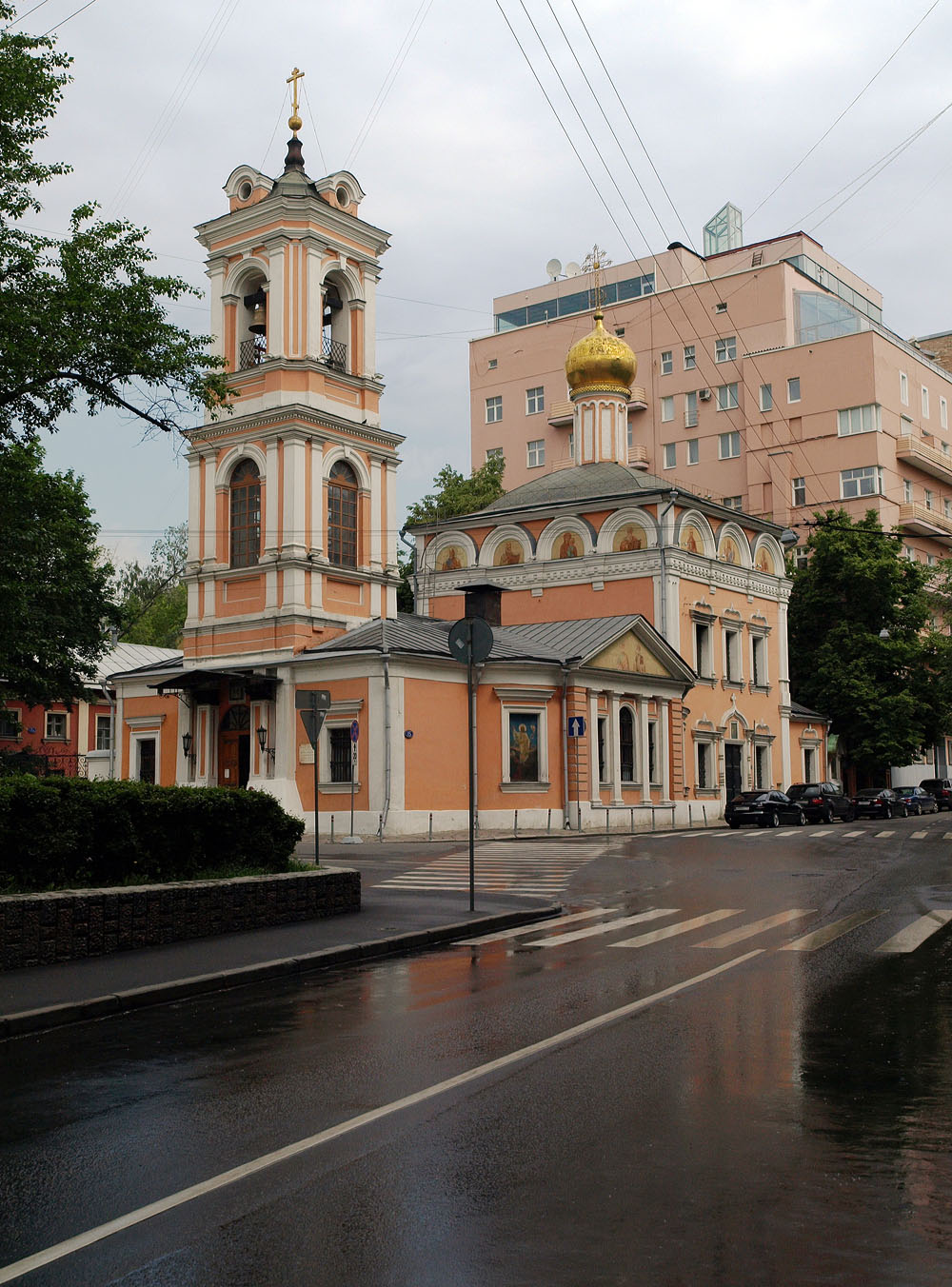
№ 15/2, Храм Воскресения Словущего, XVII—XIX века

- № 2/14, стр. 2,  ЦГФО — доходный дом В. И. Чернопятова (1913—1915, 1980)[2]. Здание скульптурной мастерской построено в 1916 году по проекту архитектора Л. Ф. Даукша.
- № 2/14, стр. 3,  ЦГФО — доходный дом В. П. Панюшева (1914—1916, архитектор А. А. Иванов-Терентьев)[2]. В этом доме жила Г. А. Бениславская, с которой одно время жил Сергей Есенин.
- № 2/14, стр. 5, 7, 8, 9,  памятник архитектуры (федеральный) — «Дом Брюса», городская усадьба XVIII века[2].
- № 2/14, стр. 1.
- № 6/3 — доходный дом (1900, архитектор А. Ф. Мейснер; 1902, архитектор Н. Г. Зеленин; 1937—1940). Здесь жили профессор В. Ф. Лугинин, химик В. Н. Ипатьев, композитор Ф. Ф. Кенеман, профессор медицины К. М. Павлинов, оперный певец Д. А. Смирнов[17].
- № 8—10, стр. 1 — на этом месте стоял дом, в котором в 1814—1818 годах размещался пансион-школа московского педагога А. П. Терликова. Здесь учился прославленный трагик П. С. Мочалов[18]. В 1953—1956 годах на участке построен Центральный дом композитора и жилой дом для жилищно-строительного кооператива (ЖСК) «Педагог Московской консерватории» (архитектор И. Л. Маркузе). В доме жили композиторы Д. Д. Шостакович, А. И. Хачатурян, Д. Б. Кабалевский (все — с 1962), скрипач Л. Б. Коган (с 1956), композиторы А. И. Островский, В. А. Золотарёв, пианист Г. Р. Гинзбург, музыковед Р. И. Грубер.
- № 8—10, стр. 2 — доходный дом (1904, архитектор Н. Г. Зеленин; 1930-е; 1960-е)[2]. В доме жил пианист Яков Зак[19]. Ныне здесь размещается Московский Дом Союза композиторов.
- № 12 — «Кооперативный дом артистов» (1928[20], архитектор И. И. Рерберг)[21]. В доме жили В. Э. Мейерхольд (мемориальная доска) c З. Н. Райх, театральный режиссёр Н. В. Смолич, артисты И. Н. Берсенев (мемориальная доска) и С. В. Гиацинтова, А. П. Кторов и В. Н. Попова, балерины В. В. Кригер, М. Т. Семёнова, танцовщик М. Л. Лавровский, балетмейстер В. Д. Тихомиров (мемориальная доска), архитекторы И. И. Рерберг, С. П. Хаджибаронов, кинооператор Г. И. Рерберг.

В кв. № 11 находится музей-квартира Вс.Э. Мейерхольда, филиал Театрального музея имени А. А. Бахрушина.

## Памятники
Памятник Мстиславу Ростроповичу (скульптор Александр Рукавишников) на углу Брюсова и Елисеевского переулков напротив храма Воскресения Словущего открыт 29 марта 2012 года президентом Российской Федерации Владимиром Путиным. Открытие было приурочено ко дню 85-летия (27 марта) музыканта.
В сквере между домами № 6 и 8/10 в 2006 году установлен памятник Араму Хачатуряну (скульптор Георгий Франгулян).